# Alfred Hübscher
Alfred Christoffer Hübscher (7. april 1869 i Store Magleby - 1931) var en dansk kommis, repræsentant og atlet (kapgang).
Alfred Hübscher som var medlem af Københavns FF satte 1894 dansk rekord på 20 km gang med tiden 1,51,40,6. i 1896 satte han yderligere to rekorder: 1/2 mile gang på 3,13,4 og 1/4 mile på 1,22,8.
Alfred Hübscher har sammen med Arnold Richard Nielsen skrevet Bryderbogen -Illustreret Lærebog i græsk-romersk Brydning (1907) og 100 alkoholfri Sommerdrikke (1908) og sammen med Harald Grønfeldt skrevet Fri idræt: gang - løb - spring - kast m.m. (1909)